# Андріяшев Олександр Володимирович
Олекса́ндр Володи́мирович Андрія́шев (нар. 25 серпня 1986, Рівне — пом. 19 серпня 2017, Київ) — український військовослужбовець, солдат Збройних сил України, доброволець батальйону «Айдар». Позивний «Палач».

## Життєпис
Народився 1986 року в місті Рівне.
Активний учасник Революції гідності, на київському Євромайдані пробув 5 місяців.
З Майдану добровольцем пішов у батальйон «Айдар», кулеметник «афганської» роти. В армії до цього не служив, тож бойовий досвід здобував на війні. На фронт потрапив 12 серпня 2014. Учасник боїв в районі Луганського аеропорту, — Хрящувате, Новосвітлівка, де зазнав контузії.
Після року служби демобілізувався, займався волонтерством, постійно їздив на фронт. Керівник рівненської міської організації "Спілка учасників бойових дій та АТО «УВО». Працював, 2016 року закінчив Національний університет водного господарства та природокористування за спеціальністю «Екологія».
Трагічно загинув 19 серпня 2017 року під час відпочинку ветеранів «афганської» роти «Айдару» в гідропарку в Києві, — потонув, коли купався у Дніпрі.
Похований у Рівному на Алеї Героїв на кладовищі «Нове» («Молодіжне»). Лишилася мати (інвалід II гр.) та молодший брат.

## Нагороди та відзнаки
- За особистий внесок у зміцнення обороноздатності Української держави, мужність, самовідданість і високий професіоналізм, виявлені під час виконання військового обов'язку, та з нагоди Дня Збройних Сил України нагороджений орденом «За мужність» III ступеня (2.12.2016)[4].
- Нагрудний знак «За оборону Луганського аеропорту».
- Відзнака УПЦ КП — Медаль «За жертовність і любов до України».
- Відзнака ВГО «Країна» — Медаль «За оборону рідної держави» (АТО).